# Helmut Hergesell

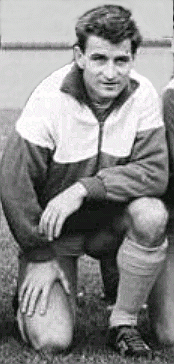
Hergesell 1969

Helmut Hergesell (* 22. Oktober 1941 in München) ist ein früherer deutscher Fußballspieler und promovierter Sportlehrer (DDR).

## Sportliche Laufbahn
Hergesell kam 1952 im Alter von elf Jahren mit seiner Familie nach Greifswald. Noch im gleichen Jahr begann er bei der BSG Einheit Greifswald, damals in der zweitklassigen DDR-Liga vertreten, seine Fußballkarriere. Mit 18 Jahren wurde er in die DDR-Juniorenauswahl berufen und erreichte mit dieser Mannschaft 1959 das Halbfinale des UEFA-Junioren-Turniers. Insgesamt brachte es Hergesell auf jeweils sechs Junioren- und Nachwuchsländerspiele. In der Männermannschaft von Einheit Greifswald spielte er zunächst als Stopper, fand aber dann als Außenverteidiger seine Stammposition. Wie im DDR-Fußball üblich, war Hergesell auch als Zweitligaspieler Amateur und hatte den Beruf eines Fliesenlegers erlernt.
Zur Saison 1963/64 wurde Hergesell zusammen mit seinem Mitspieler Kurt Habermann zum damaligen SC Empor Rostock, dem Vorläufer des F.C. Hansa Rostock, „delegiert“, wie es damals nach der offiziellen DDR-Sprachregelung für den Wechsel von Fußballspielern hieß. Hergesell erkämpfte sich auf Anhieb einen Stammplatz in der Mannschaft, die in der abgelaufenen Saison den 2. Platz in der Oberliga, der höchsten DDR-Spielklasse, erreicht hatte. Von 26 Spielen der Saison 1963/64 bestritt Hergesell 25 Partien und erzielte als Verteidiger vier Tore. Mit seinem letzten Spiel am 16. Dezember 1972 (1:3 beim 1. FC Lokomotive Leipzig) hatte er 200 Oberligaspiele für Empor/Hansa Rostock absolviert und dabei 17 Tore geschossen. In den Spielen des DDR-Fußballpokals (FDGB-Pokal) wurde er 22-mal eingesetzt (1 Tor), im UEFA-Pokal achtmal (2 Tore). Mit seiner Mannschaft wurde Hergesell zweimal Vizemeister (1964 und 1968) und stand einmal im Finale des FDGB-Pokals (1967, 0:3 gegen die BSG Motor Zwickau).
Nach Abschluss seiner aktiven Laufbahn wurde Hergesell Juniorentrainer beim FC Hansa. Nach der überraschenden Entlassung des Oberligatrainers Heinz Werner wurde er als bis dahin jüngster Trainer in der DDR-Oberliga am 1. April 1975 zum Cheftrainer des Rostocker Clubs befördert. Er konnte dessen Talfahrt jedoch nicht mehr verhindern und stieg mit seiner Mannschaft im Sommer aus der Oberliga ab. Nach dem sofortigen Wiederaufstieg 1975/76 und dem zweiten Abstieg 1976/77 sicherte sich Hergesell 1977/78 mit dem F.C. Hansa Rostock erneut die Teilnahmeberechtigung an der Oberliga. Am 16. Dezember 1978 wurde er auf dem Trainerposten durch Jürgen Heinsch abgelöst, der den Klassenerhalt (1978/79) in der höchsten Spielklasse der DDR jedoch nicht mehr erreichen konnte.
Trotz dieses Misserfolges blieb Hergesell dem F.C. Hansa treu und rückte in das Leitungsgremium auf. Zusätzlich promovierte er zum Sportlehrer und war in der Rostocker Universität als Hochschul-Sportlehrer tätig. Als Stellvertretender Vorstandsvorsitzender des F.C. Hansa war er nach der deutschen Wiedervereinigung verantwortlich für den Neubau des Ostseestadions, der Spielstätte seines Clubs. Es gelang ihm nicht nur, die für einen ostdeutschen Fußballverein schwierige Finanzierung zu sichern, er sorgte auch dafür, dass das neue Stadion am 4. August 2001 nach nur 16-monatiger Bauzeit eingeweiht werden konnte. Im Jahr 2005 ging Hergesell in den Ruhestand.